# Henry Lehrman Comedies
Henry Lehrman Comedies est une société de production cinématographique américaine créée en 1919 par Henry Lehrman destinée à produire des comédies burlesques.

## Historique
Lorsqu'il quitte en 1916 la première société de production qu'il a fondé, la L-KO Kompany, Henry Lehrman dirige la Sunshine Comedies pour la Fox Film Corporation. Fin 1919, il fonde une nouvelle société à son nom, la Henry Lehrman Comedies. Le premier film produit sort en janvier 1920, A Twilight Baby réalisé par Jack White.
La Henry Lehrman Comedies produit 5 films lorsqu'éclate l'affaire Roscoe Arbuckle qui voit la mise en accusation pour viol et homicide involontaire de Roscoe Arbuckle envers Virginia Rappe qui est fiancée à Henry Lehrman. Une des suites moins connue de cette affaire fut l'arrêt de la société de production Henry Lehrman Comedies.

## Films produits par la Henry Lehrman Comedies
- janvier 1920 A Twilight Baby réalisé par Jack White avec Billie Ritchie et Virginia Rappe
- septembre 1920 The Kick in High Life de Al Herman et Albert Ray avec Heinie Conklin, Albert Ray, Charlotte Dawn et Virginia Rappe
- décembre 1920 Wet and Warmer réalisé par Henry Lehrman avec Billie Ritchie, Albert Ray, Charlotte Dawn et Virginia Rappe
- mars 1921 The Punch of the Irish réalisé par Noel M. Smith avec Frank J. Coleman, Billy Engle et Virginia Rappe
- juillet 1921 A Game Lady réalisé par Noel M. Smith avec Lloyd Hamilton, Phil Dunham et Virginia Rappe